# 埃塞基耶尔·加拉伊
埃塞基耶尔·马塞洛·加雷·冈萨雷斯（西班牙語：Ezequiel Marcelo Garay González，發音：[eseˈkjel ɣaˈɾaj]；1986年10月10日—），是一名阿根廷足球運動員，司職中堅，間中也會客串右閘。
他在效力桑坦德的時候證明了自己是一位任意球好手，經常憑任意球取得入球。

## 球會生涯

### 紐維爾舊生
17歲的加雷於2004年首次加入職業球會，阿根廷足球甲级联赛球會紐維爾舊生。他參與的首場比賽是對陣拉普拉塔体操击剑俱乐部的重要賽事，最終也協助球隊赢得自1992年以後的第一個聯賽冠軍。
他最後於2005年轉會到西甲球會桑坦德，截至2005年底，他合共為紐維爾舊生在聯賽上陣了13場攻入了1球。

### 桑坦德
在2005/06年賽季，加雷花了數個月時間便成為了一隊的正選球員，司職中堅。加雷不僅防守出色，進攻能力也非常明顯，在2006/2007賽季他在聯賽上陣了31場賽事，共取得10個入球，其中大部分來自任意球。他更曾在巴拿貝球場以漂亮的任意球入球助球隊擊敗皇家馬德里。
2007-08賽季是一個好壞參半的賽季，加雷成為了球隊的主力球員，協助球隊在聯賽排名第六位，取得來季歐洲足協盃的參賽資格，可惜的是他因受傷只能在聯賽上陣22場賽事。但他出色的表現已經吸引了眾多大球會的注意。

### 皇家馬德里
2008年，加雷轉投西甲勁旅皇家馬德里，轉會費為1000萬歐元。皇馬隨即把他被外借回桑坦德直至2009年6月。加雷首次為皇家馬德里上陣是在2009年8月29日，也是新球季的首場比賽，最終協助球隊以3-2擊敗對手拉科魯尼亞。
加雷為皇馬取得的第一個入球是在2009年12月12日作客華倫西亞的聯賽賽事，加雷的入球協助球隊以3-2勝出。

### 賓菲加
加雷想獲得更多的上場時間，在2011年夏季轉會窗，加雷從皇家馬德里轉會到葡超球隊賓菲加，轉會費約550萬歐元。

## 國家隊
加雷於2005年入選了阿根廷U-20，參加在荷蘭舉辦的世界青年足球锦标赛，最終協助球隊赢得冠軍。加雷首次為阿根廷大國腳上陣是在07年8月22日對挪威的友誼賽。其後他入選了2007年美洲國家盃的名單，但最終因傷而未能出席。他也入選了奧運隊參加2008年北京奧運，協助阿根廷隊赢得金牌。

## 荣誉
紐維爾舊生
- 阿根廷甲組足球聯賽 冠軍：2004年

阿根廷國家隊
- 世界青年足球锦标赛 冠軍：2005年
- 2008年北京奧運男子足球金牌